# Kazimierza Wielka (gmina)
Kazimierza Wielka – gmina miejsko-wiejska w województwie świętokrzyskim, w powiecie kazimierskim. W latach 1975–1998 gmina położona była w województwie kieleckim.
Siedziba gminy to Kazimierza Wielka.
Na koniec 2010 r. gminę zamieszkiwało 16 395 osób.

## Struktura powierzchni
Według stanu na 1 stycznia 2011 r. powierzchnia gminy wynosi 139,86 km², z czego miasto Kazimierza Wielka zajmuje 5,33 km², zaś obszary wiejskie – 134,53 km².
W 2007 r. 89% obszaru gminy stanowiły użytki rolne, a 3% – użytki leśne.

## Demografia

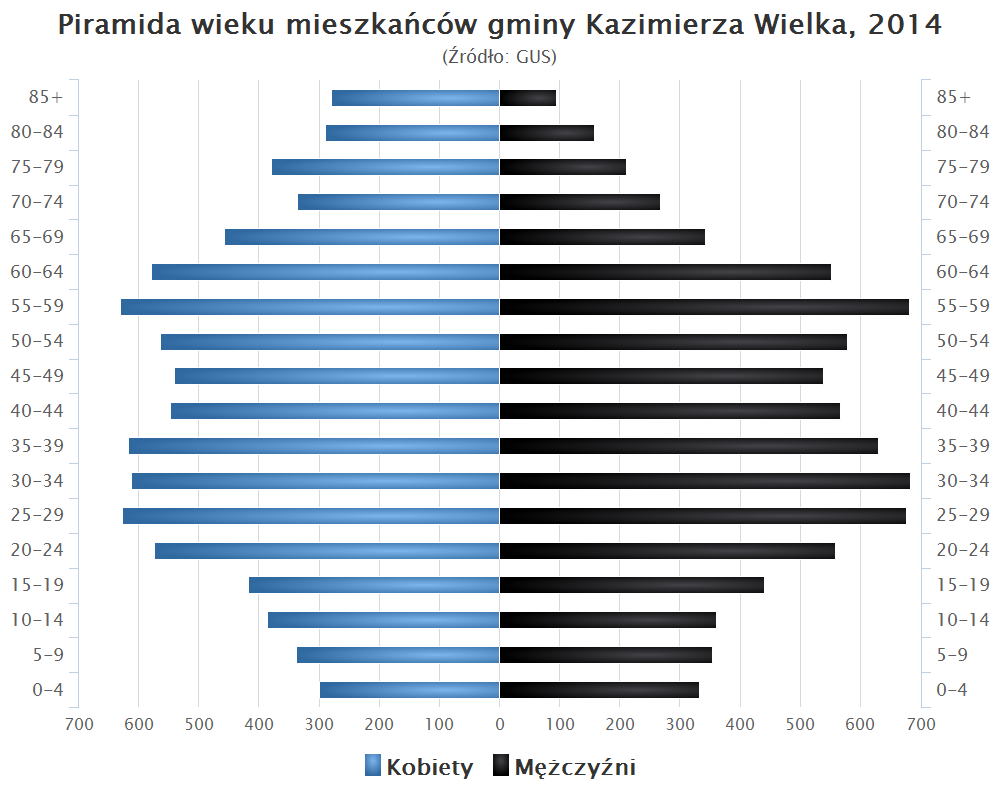
Piramida wieku mieszkańców gminy Kazimierza Wielka w 2014 roku

Liczba ludności (dane z 31 grudnia 2010):
|        | Ogółem | Ogółem | Kobiety | Kobiety | Mężczyźni | Mężczyźni |
| osób   | %      | osób   | %       | osób    | %         |           |
| ------ | ------ | ------ | ------- | ------- | --------- | --------- |
| Ogółem | 16 395 | 100    | 8395    | 51,20   | 8000      | 48,80     |
| Miasto | 5575   | 34,00  | 2925    | 17,84   | 2650      | 16,16     |
| Wieś   | 10 820 | 66,00  | 5470    | 33,36   | 5350      | 32,63     |

▶Wieś vs ▶miasto
Ogółem (▶k, ▶m)
Miasto (▶k, ▶m)
Wieś (▶k, ▶m)

## Religia
- Kościół rzymskokatolicki: 6 parafii
- Świadkowie Jehowy: zbór[7]

## Gospodarka
W 2012 r., badania przeprowadzone przez Regionalny Ośrodek Pomocy Społecznej wykazały, że Kazimierza Wielka była najbiedniejszą gminą w Polsce pod względem przychodu budżetu gminy w przeliczeniu na mieszkańca.

## Sołectwa
Boronice, Broniszów, Chruszczyna Mała, Chruszczyna Wielka, Cudzynowice, Cło, Dalechowice, Donatkowice, Donosy, Gabułtów, Głuchów, Gorzków, Gunów-Kolonia, Gunów-Wilków, Góry Sieradzkie, Hołdowiec, Jakuszowice, Kamieńczyce, Kamyszów, Kazimierza Mała, Krzyszkowice, Lekszyce, Łękawa, Łyczaków, Marcinkowice, Nagórzanki, Odonów, Paśmiechy, Plechów, Plechówka, Podolany, Sieradzice, Skorczów, Stradlice, Słonowice, Wielgus, Wojciechów, Wojsławice, Wymysłów, Zagórzyce, Zięblice, Zysławice.

## Sąsiednie gminy
Bejsce, Czarnocin, Koszyce, Opatowiec, Pałecznica, Proszowice, Skalbmierz